# 청춘의 한낮
《청춘의 한낮》은 1986년 6월 1일에 MBC TV에서 방영되었던 베스트셀러극장이다.

## 출연
- 이미진
- 천호진
- 박찬환
- 오승명
- 전혜성
- 정혜선
- 이묵원
- 김영인
- 김지영
- 박종관
- 임미미
- 정태섭
- 송영웅
- 윤철형
- 이정미
- 노정운
- 이건주
- 김재관
- 이형석
- 이현주
- 김광수
- 이대환
- 배응명
- 김찬수
- 한진수
- 김진제